# 1947년 한국
이 문서는 1947년 미군정과 소련군정 시기 한반도에서 일어난 사건을 다룬다.

## 퉁치자
- 재조선 미국 육군사령부 군정청
  - 존 하지 사령관
    - 아서 러치 (~ 9월 11일) 군정장관
    - 찰스 핼믹 ( 9월 12일 ~ 10월 30일) 직무대리
    - 윌리엄 F. 딘 (10월 30일 ~) 군정장관

- 북조선인민위원회
  - 김일성 위원장

## 같이 보기
- 1948년 대한민국
- 1948년 조선민주주의인민공화국